# Anuhea
Rylee Anuheake'alaokalokelani Jenkins (10 december 1985), beter bekend als Anuhea, is een Amerikaanse singer-songwriter afkomstig uit Hawaï. Ze werd geboren en getogen op Maui en is van Hawaïaanse en Chinese afkomst.
In 2009 bracht Anuhea haar titelloze debuutalbum uit in de Verenigde Staten op het label OneHawaii Music, geproduceerd door Drew K. Right Love, Wrong Time werd gekozen als single van de week op de Amerikaanse iTunes. Al binnen een paar weken belandde het album in de top 100 van meest gedownloade albums. In 2010 bracht ze een cover van Come Over Love van Estelle uit en belandde op nummer 1 op alle radiostations in Hawaï. Datzelfde jaar trad ze met onder andere Jack Johnson, Ziggy Marley, Taj Mahal en Jake Shimabukuro op het Kokua Festival op in Honolulu.
Op 14 juni 2009 werden enkele gitaren en een laptop uit haar auto gestolen terwijl ze aan het surfen was in Waikiki. Deze werden later terug gevonden in een lommerd dankzij een anonieme tip.
Op 30 mei 2010 won Anuhea twee Na Hoku Hanohano prijzen, voor Meest Belovende Artiest en Eigentijds Album van het Jaar.